# Щербатовы
Щерба́товы — русский княжеский род, Рюриковичи.
Род внесён в Бархатную книгу. При подаче документов для внесения рода в Бархатную книгу, были предоставлены две родословные росписи: князем Константином (16 марта 1682) и князем Петром (03 августа 1686) Щербатовыми.

## Происхождение и история рода
Род князей Щербатовых происходит от князей Черниговских. Родоначальник — князь Василий Андреевич Оболенский, по прозвищу Щербатый (XVII колено от Рюрика, 1-я пол. XV в.).
Известные по своей службе представители рода появились на страницах русской истории несколько ранее, чем их ближайшие сородичи, князья Долгоруковы, но отдельные члены достигают высших степеней не ранее половины XVI столетия. Первый окольничий из их рода Осип Михайлович пожалован в это звание при Иване IV Васильевиче Грозном (1572), а следующий князь Тимофей Иванович уже только (1655). Звания боярина достиг только один — Константин Осипович.
Во второй половине XVII веке, род укрепляет свои позиции  и одновременно встречаем 4 окольничих и 1 боярина, московских дворян, стряпчих, стольников, играли видную роль в приказном и воеводском управлениях.
В XVIII и XIX веках занимали высокие государственные административные и военные посты, несмотря на малочисленность рода.

## Описание герба
В щите, разделённом на четыре части, находится в середине малый щиток, на котором изображён в золотом поле чёрный одноглавый орёл с золотой короной на голове с распростёртыми крыльями, держащий в лапах золотой крест. В первой и четвёртой части — ангел в серебрянотканой одежде, держащий в правой руке серебряный меч, а в левой руке золотой щит. Во второй и третьей части — в чёрном поле серебряная крепость. Щит покрыт мантией и шапкой, принадлежащих княжескому достоинству. Герб князей Щербатовых внесён в «Общий гербовник», часть I, стр. 8.

## Геральдика
Историк С.Н. Тройницкий, разъясняя значение эмблем герба князей Щербатовых, объяснив эмблему первого и четвёртого поля - ангел, представляющий собой герб киевский, пятого поля - герб черниговский, ничего не написал о смысле серебряной крепости, находившейся во втором и третьем поле. Между тем, ещё историк князь М.М. Щербатов предполагал, что эта фигура должна символизировать владение князьями Щербатовыми города Тарусы. Известный геральдист А.Б. Лакиер предлагал иную версию, указывая, что "крепость может означать здесь не иное что, как владение горами".
В журнале "Гербовед" (1913) была опубликована статья о гербе князей Щербатовых, в которой приводился фрагмент из дворянской родословной книги Московской губернии, предположительно начала 1790-х годов, в котором сообщалось, что серебряная крепость помещена в герб "в память их переселения в Тарусу".
Известен герб князей Щербатовых с девизом на латыни: "Бог".